# Manettia rojasiana
Manettia rojasiana är en måreväxtart som beskrevs av Robert Hippolyte Chodat och Emil Hassler. Manettia rojasiana ingår i släktet Manettia och familjen måreväxter.
Artens utbredningsområde är Paraguay. Inga underarter finns listade i Catalogue of Life.